# Палладиум

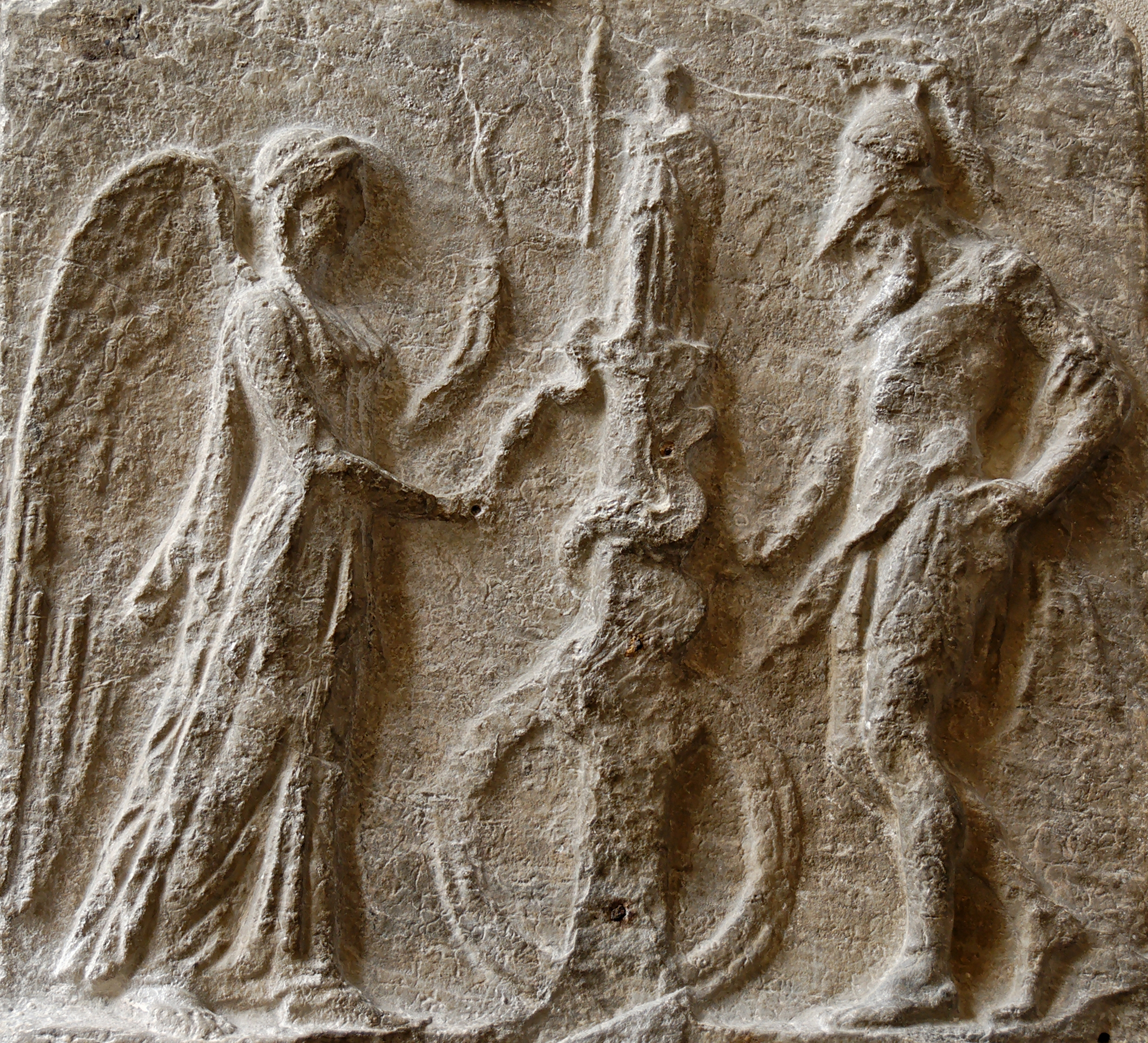
Богиня победы Ника и греческий воин около столба с палладиумом

Палладиум, также палладий, палладион (др.-греч. παλλάδιον), в древнегреческой и римской мифологиях, — священная статуя-оберег, изображавшая Палладу. По наиболее распространённой версии мифа, её сбросил с Олимпа на землю Зевс, и поначалу она хранилась в Трое. По преданию, до тех пор, пока статуя находилась в городе, Троя оставалась неприступной. Палладиум похитили Диомед с Одиссеем. По другой версии, она была вынесена Энеем из горящего города.
В Древнем Риме артефакт хранился вместе с другими реликвиями в сокровенном месте храма Весты. Доступ в храм был ограничен; только женщинам разрешалось посещать его раз в год. Сам же палладий оставался недоступным. О месте расположения святынь должны были знать лишь жрицы храма весталки и великий понтифик. Римляне, хоть и не видели статуи, считали её неприкосновенность и сохранность залогом безопасности, благосостояния и мощи государства. При императоре Константине был перенесён из Рима в Константинополь, где его захоронили под колонной Константина.
В переносном смысле палладиум — талисман, сакральный предмет, приносящий удачу владельцу (чаще стране).

## Происхождение. Внешний вид
Согласно мифам, в детстве молочные сёстры Афина и Паллада занимались военными упражнениями и однажды вступили в состязание друг с другом. В момент, когда Паллада была готова нанести удар, Зевс испугался за дочь и протянул перед ней эгиду (накидку, обладающую защитными свойствами). Паллада стала её рассматривать и в этот момент получила удар от Афины, который оказался смертельным. Расстроенная Афина создала статую своей молочной сестры, на которую надела эгиду, и поставила её рядом со статуей своего отца Зевса. Впоследствии, когда плеяда Электра, чтобы избежать насилия со стороны верховного бога, прибегла к защите палладиума, Зевс сбросил статую с Олимпа на землю Илиона. Согласно другим античным представлениям, палладиум представлял собой изображение Афины, благодаря которому она и получила свой наиболее частый эпитет «Паллада».
В это время Троей правил Ил. Когда он обнаружил упавшую с неба статую, то спросил о том, как с ней поступить, бога-покровителя города Аполлона. Ответ бога в изложении Овидия звучал как «Вы охраняйте богиню небес, охранит она город; / Всюду, где будет она, будет и высшая власть». Троянцы выделили участок на вершине неприступной горы и построили там храм, куда поместили палладиум и другие святыни. Возле храма поставили вооружённую охрану.
Кроме данной, наиболее распространённой, версии мифа, существовало ещё несколько вариантов истории попадания палладиума в Трою. У Диктиса Критского статуя упала прямо в храм через отверстие в недостроенной крыше. Дионисий Галикарнасский пишет, что Зевс подарил палладиум своему сыну от Электры Дардану, чьи потомки и основали Трою. Климент Александрийский передаёт утверждения других античных авторов относительно происхождения палладиума. Были, в частности, высказаны предположения о создании артефакта из костей Пелопа.
Палладиум представлял собой деревянную фигуру длинной в три локтя (приблизительно 135 см) с сомкнутыми ногами, копьём в правой руке и прялкой и веретеном в левой. Фигурка согласно античным представлениям могла двигать глазами и копьём, что позволяло легко отличить подлинник от подделок.

## Похищение Одиссеем и Диомедом. Греческие легенды о дальнейшей судьбе палладиума

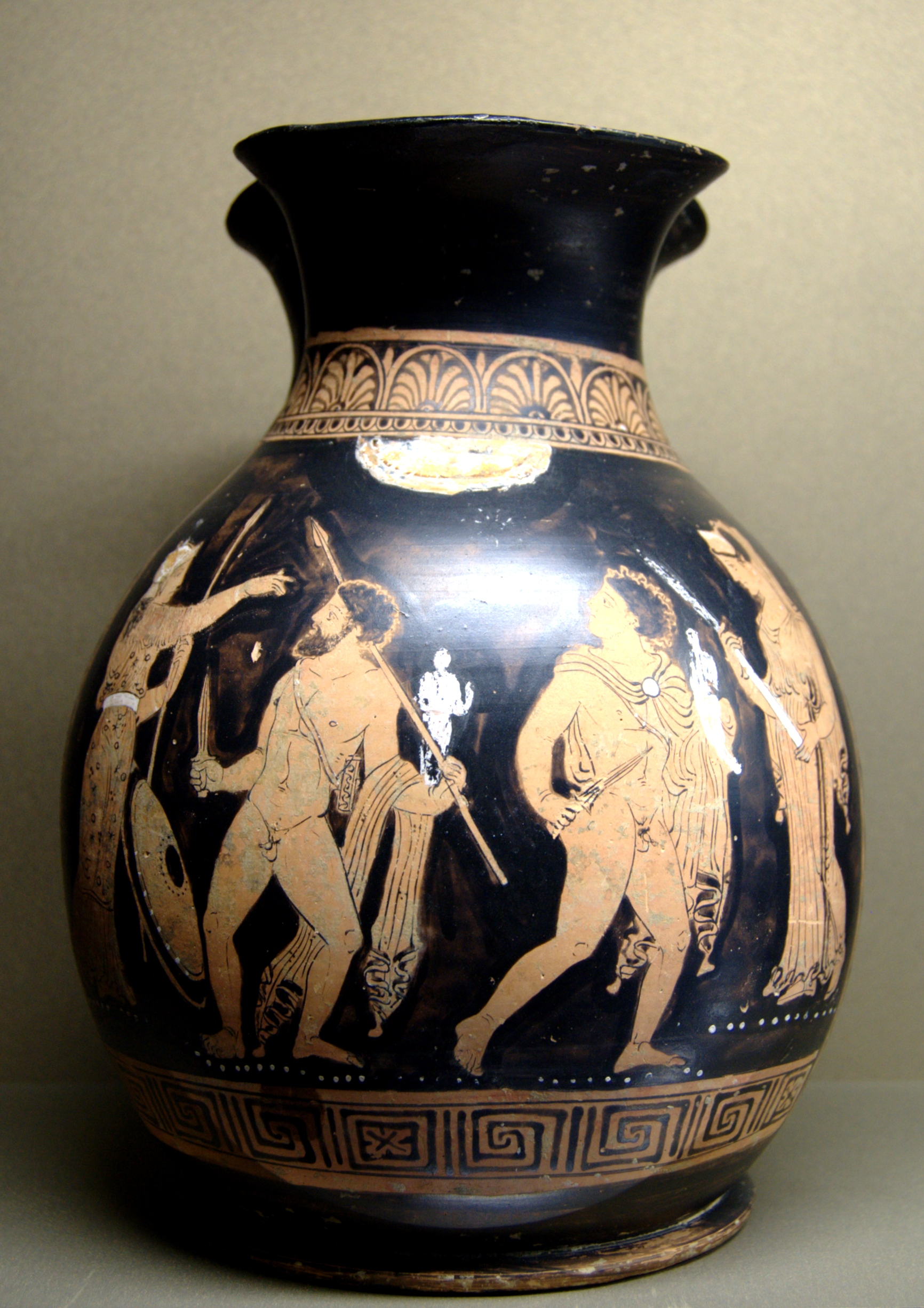
Диомед c Одиссеем выкрадывают палладиум. Античная ваза 360—350 гг. до н. э. Лувр. Париж

Легенды о похищении палладиума в ходе осады Трои и о его судьбе после её падения разнообразны и противоречивы. Согласно традиции, во время Троянской войны захваченный греками в плен царевич Гелен предсказал, что город будет неприступным, пока в его стенах хранится священная статуя-оберег палладиум. Для того, чтобы выкрасть артефакт, в осаждённый город отправили Диомеда с Одиссеем. Существует две версии относительно того, как греки выкрали статую. Согласно Конону, в какой-то момент, чтобы преодолеть препятствие, Диомед встал на плечи Одиссея, перелез через стену и похитил палладиум. Одиссей захотел самолично завладеть им, немного отстал и готов был убить Диомеда, но тот вовремя заметил отблеск клинка. По другой версии, Одиссей в виде нищего проник в город, выкрал статую и вернулся к тому месту, где его дожидался Диомед. Вместе они уже отнесли его в свой лагерь.
Впоследствии несколько греческих областей претендовало на обладание тем мифическим палладиумом, который выкрали Одиссей с Диомедом из Трои. Аргивяне были уверены, что их царь Диомед отвёз статую в их город. Плутарх передаёт легенду о том, что из Аргоса артефакт выкрали и перевезли в Спарту, где поместили в специально построенное для этого святилище Одиссея. По афинской версии Демофонт взял его у Диомеда как залог, оригинал отправил в свой родной город, а затем отдал Агамемнону копию. Подобные легенды, обосновывающие обладание троянским палладиумом, существовали и в других городах Эллады.
Согласно ещё одной античной версии, палладиум так и остался в Трое, где его в полой стене обнаружил отряд римлян под командованием Гая Флавия Фимбрии во время первой Митридатовой войны.

## Римский палладиум

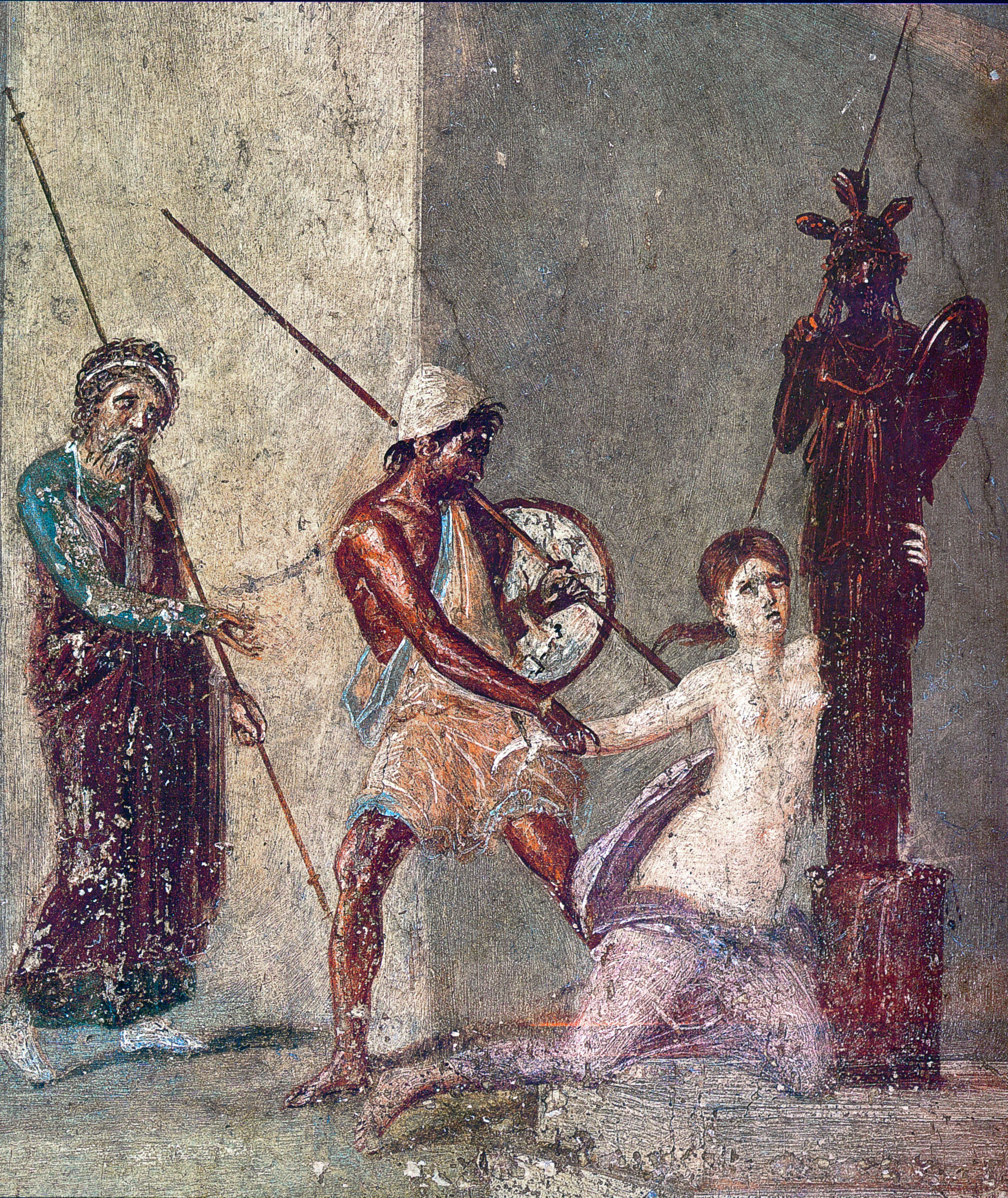
Кассандра ищет защиты у палладиума во время штурма Трои греками. Античная римская фреска из Помпей

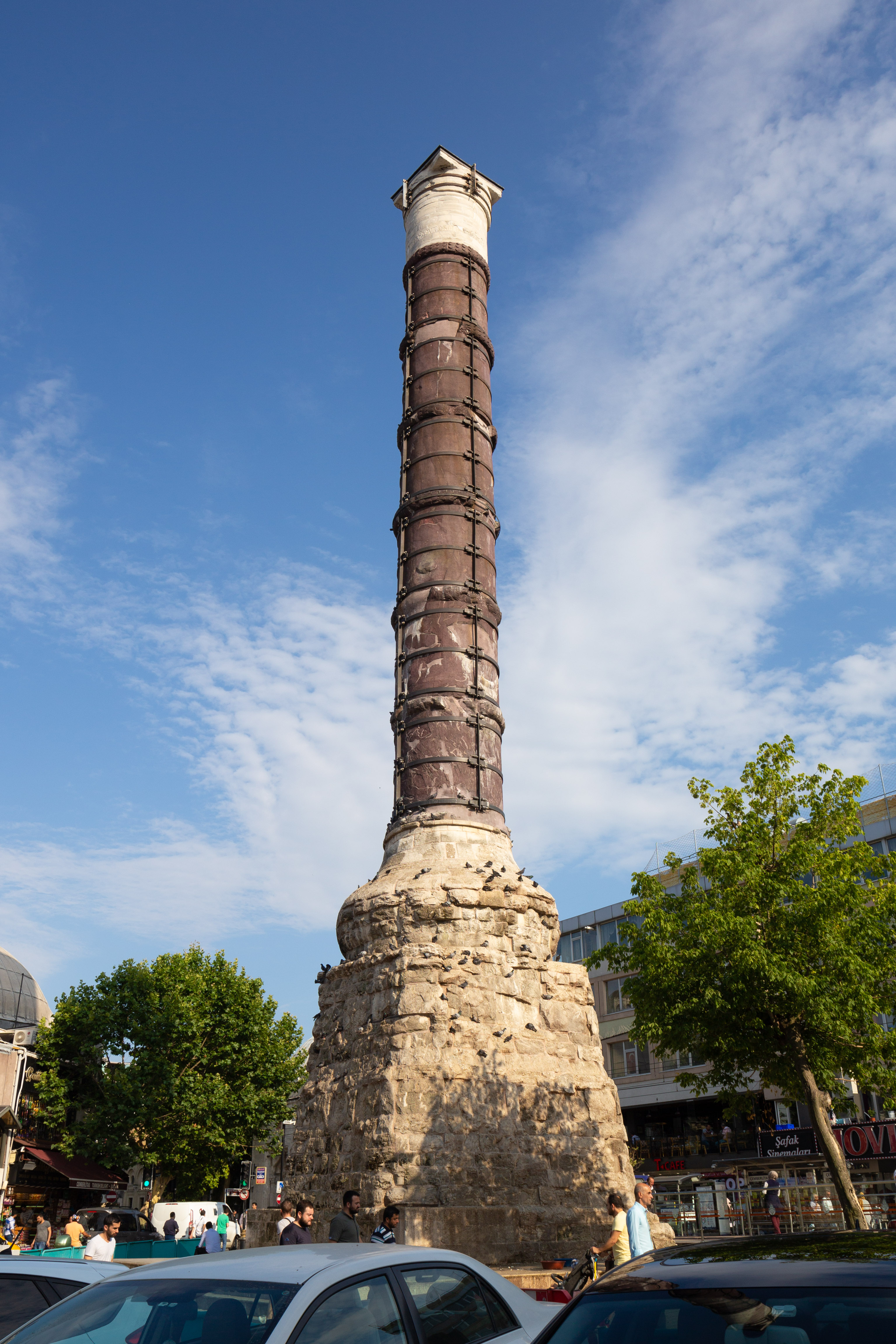
Современный вид колонны Константина в Стамбуле под которой, возможно, замурован палладиум

Древние римляне также претендовали на честь обладания палладиумом. Согласно их представлениям, артефакт хранился вместе с другими реликвиями в храме Весты. Доступ в храм был ограничен. О месте расположения святынь должны были знать лишь жрицы храма (весталки) и великий понтифик. Даже верховный жрец, будучи мужчиной, не смел войти в храм Весты. Овидий (43 г. до н. э. — 17/18 г. н. э.) приводит легенду о том, как великий понтифик Луций Цецилий Метелл во время пожара с риском для жизни спас палладиум от огня. Перед тем, как войти в священное место, он просил прощения у богов за такое святотатство: «Руки воздел, воды зачерпнул и воскликнул: „Простите / Мне, о святыни! Войду в храм, что запретен мужам. / Коль это грех, на меня одного пусть обрушится кара, / А преступленье моё Риму спасением будь“.»
Римляне, которые вели свой род от спасшихся под предводительством Энея троянцев, должны были обосновать несостыковку нахождения палладиума в Риме и мифа о похищении статуи Одиссеем и Диомедом. Античные источники приводят в различных интерпретациях две версии. Согласно одной из них, в Трое существовало два палладиума. Один, подлинный, был надёжно спрятан, а второй — копия — выставлен для всеобщего обозрения. Именно его и похитили греки. Во время штурма Трои Эней с частью троянцев заняли часть города и организовали оборону. Ахейцы предложили осаждённым покинуть город, взяв с собой столько, сколько они смогут унести. В то время, как остальные воины несли с собой драгоценности, Эней вынес своего престарелого отца. Поражённые благородством этого поступка греки разрешили ему повторно вернуться и вынести то, что он посчитает нужным. Тогда он вернулся и забрал отеческие святыни, включая палладиум, что вызвало к нему ещё большее уважение. По второй версии, палладиум передал Энею Диомед, который по возвращении домой из-за происков своей неверной жены Эгиалеи был вынужден бежать в Италию.
Хотя римляне и не видели статуи, они считали её неприкосновенность и сохранность залогом безопасности, благосостояния и мощи города. При императоре Гелиогабале (218—222) был введён культ сирийского бога Солнца, в честь которого на Палатине выстроили храм. В него перенесли самые священные для римлян предметы, включая палладиум. Согласно позднеантичным источникам, этот палладиум был перевезён из Рима в Константинополь Константином I Великим и погребён под колонной Константина на его форуме.

## Палладиум на монетах и предметах искусства

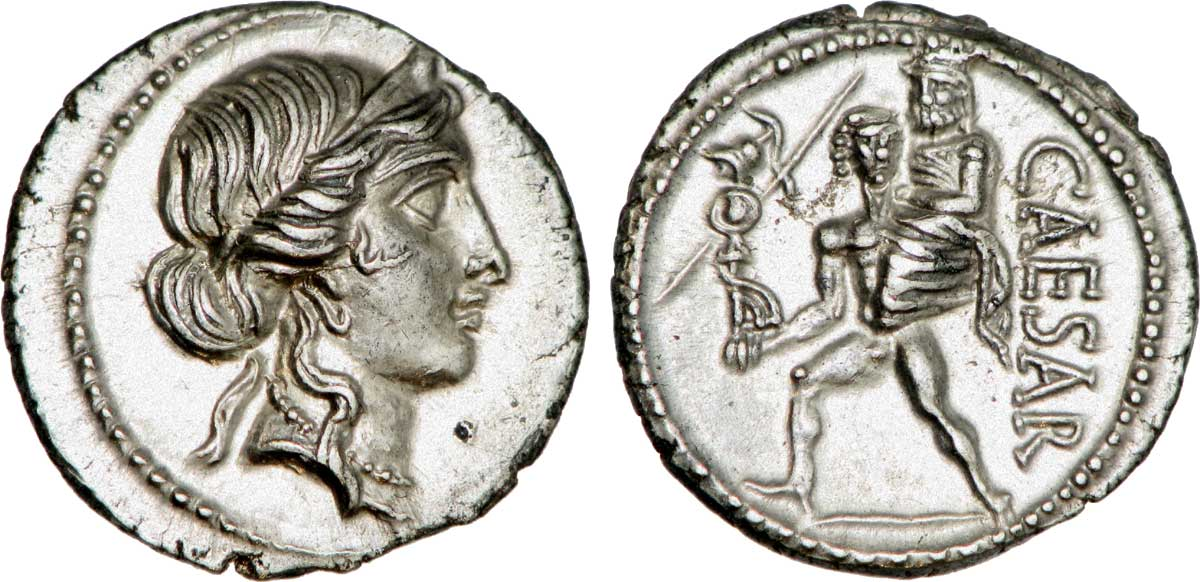
Денарий Юлия Цезаря с изображением Венеры на аверсе и Энея с Анхисом и палладиумом на реверсе

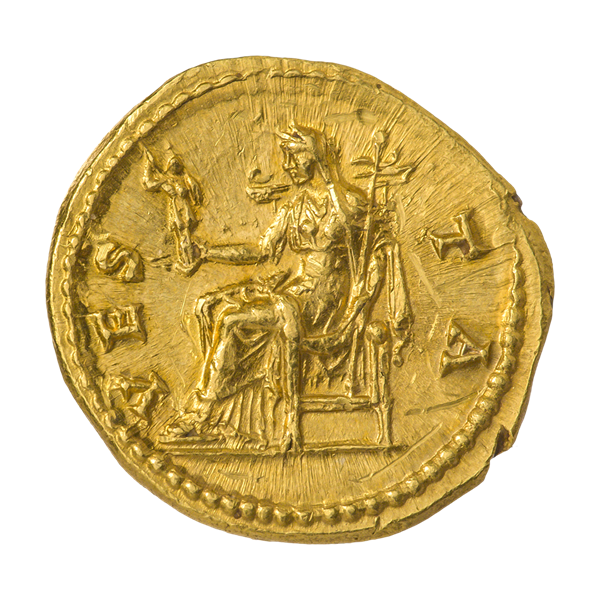
Веста на ауреусе Адриана. В руках она держит свои атрибуты — скипетр и палладиум

В Римской республике после второй Пунической войны (218—201 гг. до н. э.) сложилась практика, когда чеканка монет находилась в ведении сената, который назначал монетариев, ответственных в свою очередь за технологический процесс выпуска и самостоятельно определявших изображения аверса и реверса. Эней, несущий палладиум в правой руке, а своего отца Анхиса на плечах, появляется на монетах чеканки Цецилиев и Юлиев, в том числе и Юлия Цезаря.
В императорскую эпоху чеканили медали с Минервой с палладиумом в руках. То же изображение представлено на денариях Юлии Соэмии. В руках Весты он появляется на монетах Веспасиана, Тита, Домициана, Траяна, Адриана и Антонина Пия, Венеры — Фаустины Младшей, римского Гения или Ромы — Веспасиана, Домициана, Антонина Пия и Констанция Хлора. Серебряная медаль императора Тита с богиней жатвы Анноной, держащей в руках палладий, иллюстрирует поверье о том, что Рим будет процветать до тех пор, пока в нём находится данный образ.
Кроме римских, палладий изображали на монетах Аргоса, как в период его независимости, так и в составе Римской империи. На них местный герой и легендарный царь города Диомед несёт украденный из Трои артефакт.
Палладий в виде статуи, по большей части с копьём и щитом в руках, встречается в античном искусстве, в основном в вазописи, резных камнях и фресках со сценами Троянской войны, похищения артефакта Диомедом, выноса Энеем из горящего города.

## Другие палладиумы
Палладиумами называли и другие ксоаноны — деревянные статуэтки вооружённых божеств, по мнению жителей охраняющих покой их города. Этим же словом в более позднее время стали называть любой вызывающий благоговение предмет на основании верований о том, что он приносит могущество, славу и счастье.

### Античные источники
- Аполлодор. Мифологическая библиотека / Перевод, заключительная статья, примечания, указатель В. Г. Боруховича. — Л.: Наука, 1972.
- Аппиан. Римские войны. — СПб.: Алетейя, 1994.
- Вергилий. Энеида // Буколики. Георгики. Энеида. — М.: Художественная литература, 1979.
- Диктис Критский. Дневник Троянской войны // Вестник древней истории  / Вступительная статья, перевод с латинского и комментарии В. Н. Ярхо. — 2003. — № 4.
- Диодор Сицилийский. Историческая библиотека / Перевод, статья, комментарии и указатель О. П. Цыбенко.. — М.: Лабиринт, 2000. — (Античное наследие).
- Дионисий Галикарнасский. Книга I // Римские древности. В 3 томах / Пер. с древнегреческого Н. Г. Майоровой. Отв. ред. И. Л. Маяк. — М.: Издательский дом «Рубежи XXI», 2005. — Т. 1. — (Историческая библиотека). — ISBN 5-347-00002-3.
- Квинт Смирнский. После Гомера / Вступ. ст., пер. с др.греч. яз., прим. А. П. Большакова. — М.: Университет Дмитрия Пожарского, 2016. — 320 с. — ISBN 978-5-91244-158-5. Архивировано 23 апреля 2019 года.
- Климент Александрийский. Увещевание к язычникам. Кто из богатых спасётся / Перевод с древнегреческого, вступительная статья, комментарии и указатель А. Ю. Братухина. — СПб.: Издательство Олега Абышко, 2006. — 288 с. — (Библиотека христианской мысли. Источники). — ISBN 5-89740-147-0.
- Овидий. Фасты. Книга VI // Элегии и малые поэмы / сост. и предисл. М. Гаспарова. Коммент. М. Гаспарова и С. Ошерова. — М.: Художественная литература, 1973. — 526 с. — (Библиотека античной литературы. Рим).
- Павсаний. Описание Эллады / Перевод и примечания С. П. Кондратьева под редакцией Е. В. Никитюк. Ответственный редактор проф. Э. Д. Фролов.. — СПб.: Алетейя, 1996. — ISBN 5-89329-006-2.
- Первый Ватиканский мифограф / Перевод с латинского языка, вступительная статья и комментарии В. Н. Ярхо. — Алетейя, 2000.
- Плутарх. Греческие вопросы // Застольные беседы. — Л.: Наука, 1990.
- Полиэн. Стратагемы / под общей редакцией А. К. Нефёдкина. — СПб.: Евразия, 2002. — 608 с. — ISBN 5-8071-0097-2.
- Прокопий Кесарийский. Война с готами. Книга I // Война с готами. О постройках. — М.: Арктос, 1996. — ISBN 5-85551-143-X.
- Клавдий Элиан. Пёстрые рассказы / Перевод с древнегреческого, статья, примечания и указатель С. В. Поляковой. — Москва—Ленинград: Издательство Академии Наук СССР, 1963.